# Chromace d'Aquilée
Chromace d'Aquilée (en italien Cromazio d'Aquileia) fut évêque d'Aquilée en Vénétie reconnu saint par l'Église catholique et fêté le 2 décembre.

## Biographie

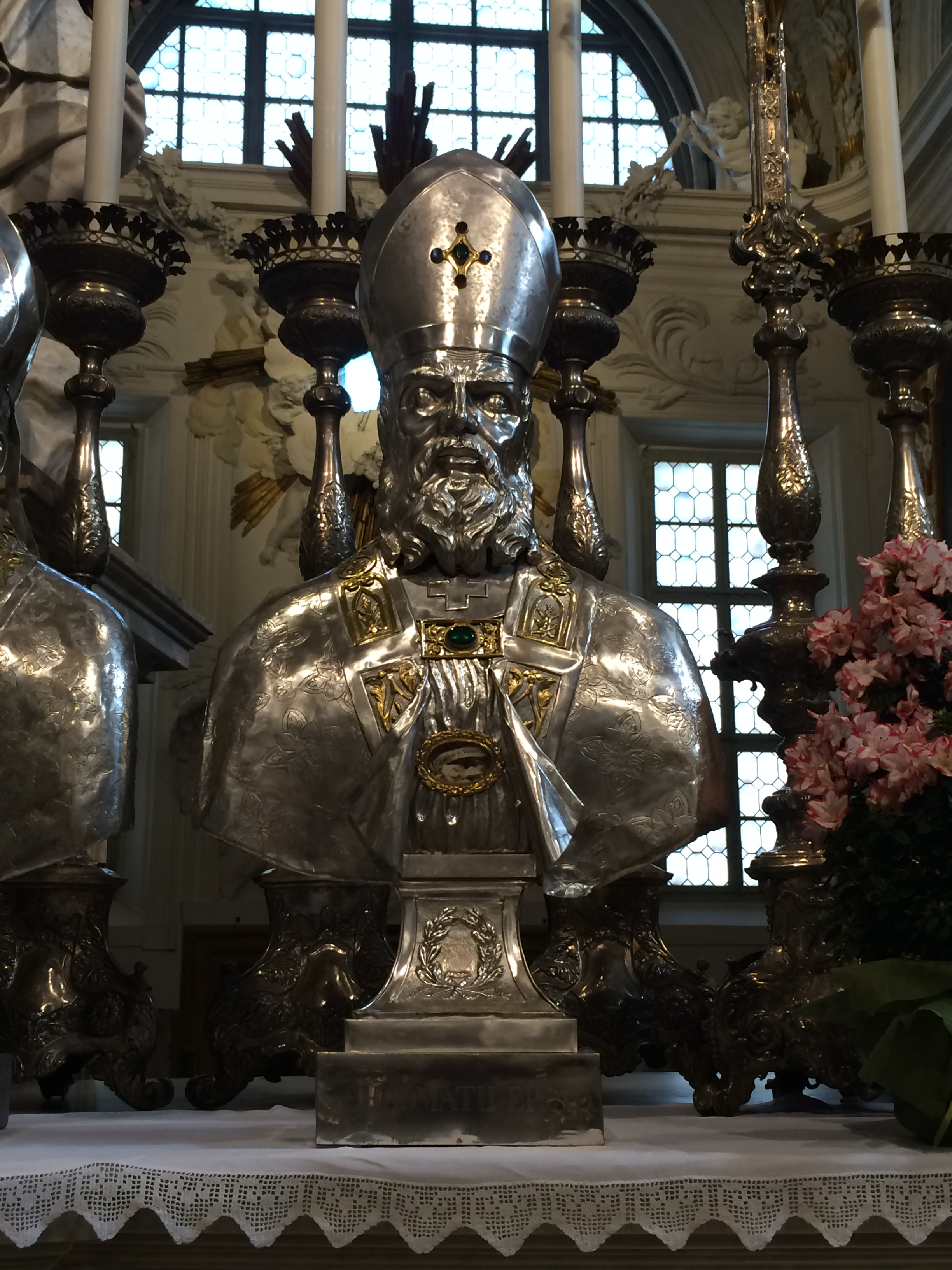
Buste reliquaire de saint Chromace, cathédrale d'Udine.

Né en Italie du nord, aux environs de l'an 340-345, Chromace est un grand ami de Rufin d'Aquilée, Saint Jérôme et Népotien.
Devenu membre influent du presbytérium d'Aquilée, auxiliaire de l'évêque Valérian d'Aquilée au concile d'Aquilée en 381, il succède à ce dernier sur le siège épiscopal. Très proche de saint Jean Chrysostome et de saint Ambroise de Milan qui le consacre en 388, il est un pasteur dévoué et zélé à sa tâche, et laisse de nombreux écrits. Il est sans doute mort en exil, à Grado, en 407, la même année que saint Jean Chrysostome.

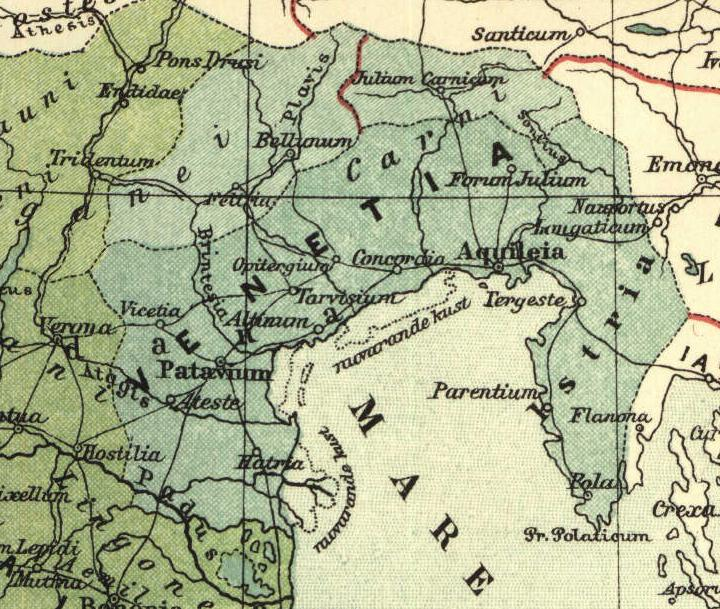
Regio X Venetia et Histria (10e région romaine).

« En septembre 381, Aquilée est le siège d'un synode, auquel participèrent trente-cinq évêques des côtes d'Afrique, de la vallée du Rhône  et de toute la dixième région. Le prêtre Chromace prend part à ce concile, en qualité d'expert de l'évêque d'Aquilée, Valérian. Le prestige et l'importance d'Aquilée en faisait la quatrième ville de la péninsule italienne et la neuvième de l'Empire romain : c'est pour cette raison qu'elle attirait les visées des Goths et des Huns. »
Saint Jérôme appelle Chromace « le plus saint et le plus docte des évêques. Dans son enseignement, il part toujours de la parole de Dieu et y revient sans cesse. » Le 5 décembre 2007, durant l'audience générale, Benoît XVI trace le portrait de celui qui eut à cœur de lutter contre les derniers foyers de l'arianisme.

## Sermons

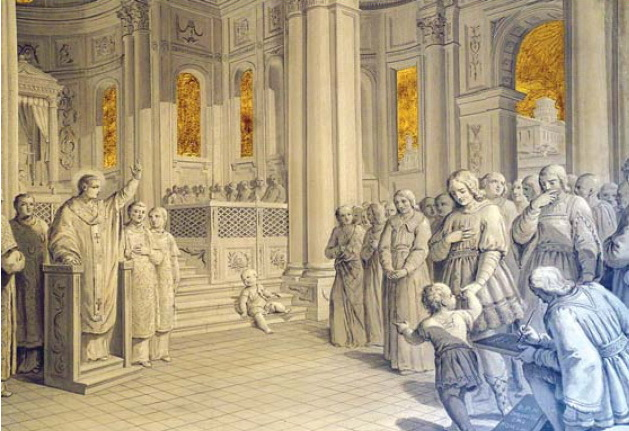
Pietro Antonio Novelli, San Chromatius prêche dans la basilique d'Aquilée.

Ses prédications, tachygraphiées, traitent de christologie, d'ecclésiologie et de la vie spirituelle des fidèles à la lumière de l'Évangile.
Il traite particulièrement les huit Béatitudes et prêche sur les dix-sept instructions des chapitres II, V et VI de l'Évangile selon saint Matthieu, avec une parole simple et proche des fidèles par les applications morales qui en découlent.
Ces ouvrages de spiritualité font de lui un Père de l'Église. Saint Jérôme dira de lui qu'il était : « Le plus saint et le plus docte des évêques ».

## Écrits
Saint Chromace fut évêque d'Aquilée en Italie.
Sur Matthieu 24, 2-4, CCL 9a, p. 310-311 :
Dire la vérité

« Par la grâce de la doctrine évangélique, la loi de Moïse a reçu un progrès : dans la Loi il est prescrit de ne pas se parjurer, dans l'Évangile de ne pas même jurer.
Quelle nécessité y a-t-il en effet pour nous de jurer à tout bout de champs, alors qu'il nous est absolument défendu de mentir et que nos paroles doivent être toujours véridiques et fidèles au point d'être tenues pour jurées ? Et si le Seigneur nous interdit non seulement de nous parjurer, mais aussi de jurer, c'est pour que nous ne paraissons pas dire la vérité seulement quand nous jurons et que nous ne pensions pas licite de mentir si c'est sans jurer, puisqu'il nous a fixé pour règle de dire la vérité en toute parole. Et c'est pourquoi le Seigneur veut qu'il n'y ait aucune différence quand nous jurons ou quand nous prononçons la moindre parole.
 La bouche qui calomnie détruit l'âme, dit l'Écriture (Livre de la Sagesse 1, 11). Qui dit la vérité jure donc déjà, car il est écrit : Un témoin véridique ne ment pas (Livre des Proverbes 14, 5). »

— Traduction de Guillaume Bady pour Magnificat, n° 307, p. 244.
Si le grain ne meurt

« Après l'ascension du Seigneur au ciel, l'Église comprit tout d'abord cent vingt personnes ; ensuite, elle s'est tellement répandue à travers les peuples innombrables qu'elle a rempli le monde entier. Le Seigneur lui-même nous montre dans l'Évangile (Jn 12, 24-26) que cela devait arriver, en disant aux Apôtres : « Si le grain de blé tombé en terre ne meurt pas, il reste seul ;  mais s'il meurt, il porte beaucoup de fruit.»  La résurrection du Seigneur après la Passion à certainement porté beaucoup de fruit pour le salut des hommes. En effet, par le grain de blé, notre Seigneur et Sauveur désigne son corps. Lorsque ce corps fut enseveli en terre, il porta des fruits surabondants parce que la résurrection du Seigneur a fait lever dans le monde les fruits des vertus et les moissons des peuples des croyants. La mort d'un seul a été la vie de tous.

C'est à bon droit qu'ailleurs dans l'Évangile, il établit une comparaison à propos du royaume des Cieux et s'exprime ainsi : « Le royaume des Cieux est comparable à une graine de moutarde » (Mt 13, 31).

Le Seigneur s'est comparé lui-même à la graine de moutarde et, alors qu'il était le Dieu de gloire et de majesté éternelle, il est devenu tout petit, puisqu'il a voulu naître d'une vierge avec un corps de petit enfant. Il a donc été mis en terre lorsque son corps fut mis au sépulcre. Mais, après s'être levé d'entre les morts par sa glorieuse résurrection, il a grandi sur terre jusqu'à devenir un arbre dans les branches duquel les oiseaux du ciel habitent. »

— Chromace d'Aquilée. Sermon 30, 1-2, trad. H. Tardif, Paris, Cerf, coll. « Sources Chrétiennes » 164, 1971, p. 135-137.